# 笠岡喬
笠岡 喬（かさおか たかし、1925年（大正14年）7月5日 - 2011年（平成23年）4月4日）は、昭和期の政治家。衆議院議員（3期）。

## 経歴
岡山県出身。1953年（昭和28年）愛知大学法経学部経済学科を卒業した。
小学校教員を務め、その後、衆議院議員秘書となる。1955年（昭和30年）岡山県議会議員に選出され3期在任した。
1965年（昭和40年）7月の第7回参議院議員通常選挙で岡山県地方区から自由民主党公認で出馬したが次点で落選。1969年（昭和44年）12月の第32回衆議院議員総選挙で岡山県第1区から出馬し初当選。選挙後、選挙違反で書類送検された。次の第33回総選挙でも再選され、衆議院議員に連続2期在任した。この間、内閣観光政策審議会専門委員、三木内閣文部政務次官、自民党国民生活局次長、同山村振興対策特別副委員長、同内閣部会長、同組織局次長などを務めた。その後、第34回、第35回、第39回総選挙に立候補したがいずれも落選した。
その他、自民党岡山県支部総務、岡山県遺族連盟理事、岡山県青年議員連盟会長、岡山県地域開発同友会代表幹事などを務めた。
2011年（平成23年）4月4日、心不全のため死去、85歳。死没日をもって正五位に叙される。

## 栄典
- 1995年 - 勲三等旭日中綬章[9]
- 2011年 - 正五位